# Lípy u kostela v Blatně
Lípy u kostela v Blatně je jeden památný strom lípa malolistá (Tilia cordata) (původně dva stromy) v Blatně v okrese Chomutov v Ústeckém kraji.
Strom roste u kostela svatého Michaela archanděla v nadmořské výšce 670 m v Krušných horách. Jeden strom vedený v databázi památných stromů na AOPK pod číslem 102024/1 zanikl vyvrácením a jeho ochrana byla zrušena v listopadu 2013.

## Základní údaje
Obvod kmene měří 705 cm, koruna stromu dosahuje do výšky 20 metrů (měření 2009). V roce 2009 bylo stáří stromu odhadováno na 300 let.
Lípa je chráněná od roku 2004 jako součást kulturní památky a strom s významný vzrůstem.

## Stromy v okolí
- Lípa v Šerchově